# Mbabane Zachodnie
Mbabane Zachodnie – inkhundla w Dystrykcie Hhohho w Królestwie Eswatini. Według spisu powszechnego ludności z 2007 r. zamieszkiwało go 23 489 mieszkańców. Inkhundla dzieli się na osiem imiphakatsi: Mbabane I, Mbabane II, Mbabane III, Mbabane IV, Mbabane V, Mbabane VI, Bahai, Mangwaneni.